# Jim Gottfridsson

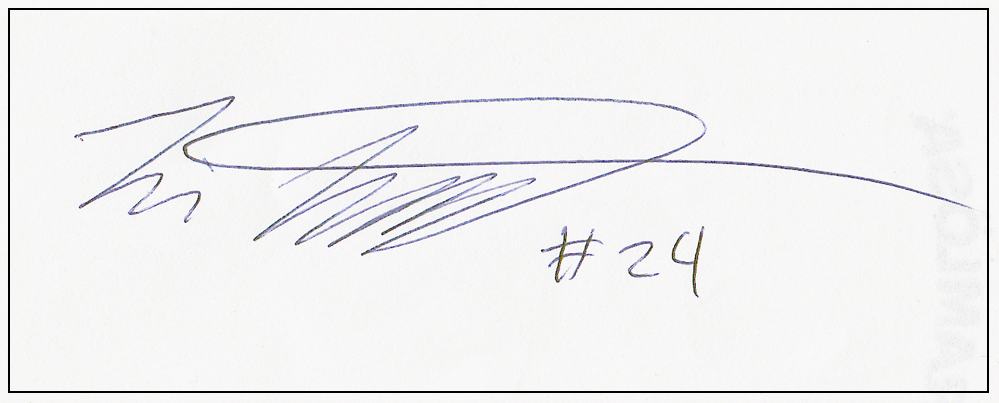
Jim Gottfridsson - Autograf 2013

Jim Gottfridsson (Ystad, 2 de septiembre de 1992) es un jugador de balonmano sueco que juega de central en el SG Flensburg-Handewitt alemán. Es internacional con la selección de balonmano de Suecia.
Su primer campeonato con la selección fueron los Juegos Olímpicos de Río de Janeiro 2016.
Con la selección ganó la medalla de oro en el Campeonato Europeo de Balonmano Masculino de 2022, medalla de plata en el Campeonato Europeo de Balonmano Masculino de 2018 y en el Campeonato Mundial de Balonmano Masculino de 2021.

## Palmarés

### Selección nacional
| Campeonato Mundial | Campeonato Mundial   | Campeonato Mundial | Campeonato Mundial |
| Año                | Lugar                | Medalla            |                    |
| ------------------ | -------------------- | ------------------ | ------------------ |
| 2021               | Egipto               | Medalla de plata   |                    |
| Campeonato Europeo |                      |                    |                    |
| Año                | Lugar                | Medalla            |                    |
| 2018               | Croacia              | Medalla de plata   |                    |
| 2022               | Hungría y Eslovaquia | Medalla de oro     |                    |
| 2024               | Alemania             | Medalla de bronce  |                    |

### Flensburg
- Liga de Campeones de la EHF (1): 2014
- Copa de Alemania de balonmano (1): 2015
- Liga de Alemania de balonmano (2): 2018, 2019
- Liga Europea de la EHF (1): 2024

### Consideraciones personales
- MVP del Campeonato Europeo de Balonmano Masculino de 2018
- MVP del Campeonato Europeo de Balonmano Masculino de 2022[6]

## Clubes
- IFK Ystad (2010-2011)
- Ystads IF (2011-2013)
- SG Flensburg-Handewitt (2013- )